# Resurrection Bay
Resurrection Bay è una baia situata nella parte sud-est della penisola di Kenai in Alaska (Stati Uniti d'America) nel più ampio golfo dell'Alaska.

## Geografia fisica
È delimitata a est dalla penisola della Resurrezione (terminante con il capo Resurrection di fronte all'isola Barwell) e a ovest dal Parco nazionale dei Fiordi di Kenai con il ghiacciaio dell'Orso (Bear Glacier). Nella parte terminale (verso il Pacifico) si trovano alcune isole (Fox Island, Hive Island, Rugged Island). A capo della baia (sovrastante Seward) si erge il monte Marathon (alto circa 1400 metri).

## Centri abitati
L'insediamento principale è Seward con circa 3 000 abitanti che si trova a capo della baia. Meno importante ma più storico è Lowell Point.

## Storia
La baia ricevette il suo nome da Aleksàndr Andrèevič Barànov (1746 - 1819), commerciante di pellicce russo, che durante una brutta tempesta nel golfo dell'Alaska fu costretto a rifugiarsi laddove ora sorge Seward. La tempesta si placò il giorno di Pasqua, perciò sia la baia che il vicino fiume (Resurrection River) furono da lui nominati in onore di questo evento.

## Turismo
Da Seward partono diverse crociere di poche ore per fare il giro della baia. Si possono vedere i leoni marini, uccelli e i ghiacciai del vicino Parco nazionale dei Fiordi di Kenai, tra i quali il ghiacciaio dell'Orso, il ghiacciaio Northwestern e il ghiacciaio Holgate.

## Alcune immagini della Resurrection Bay

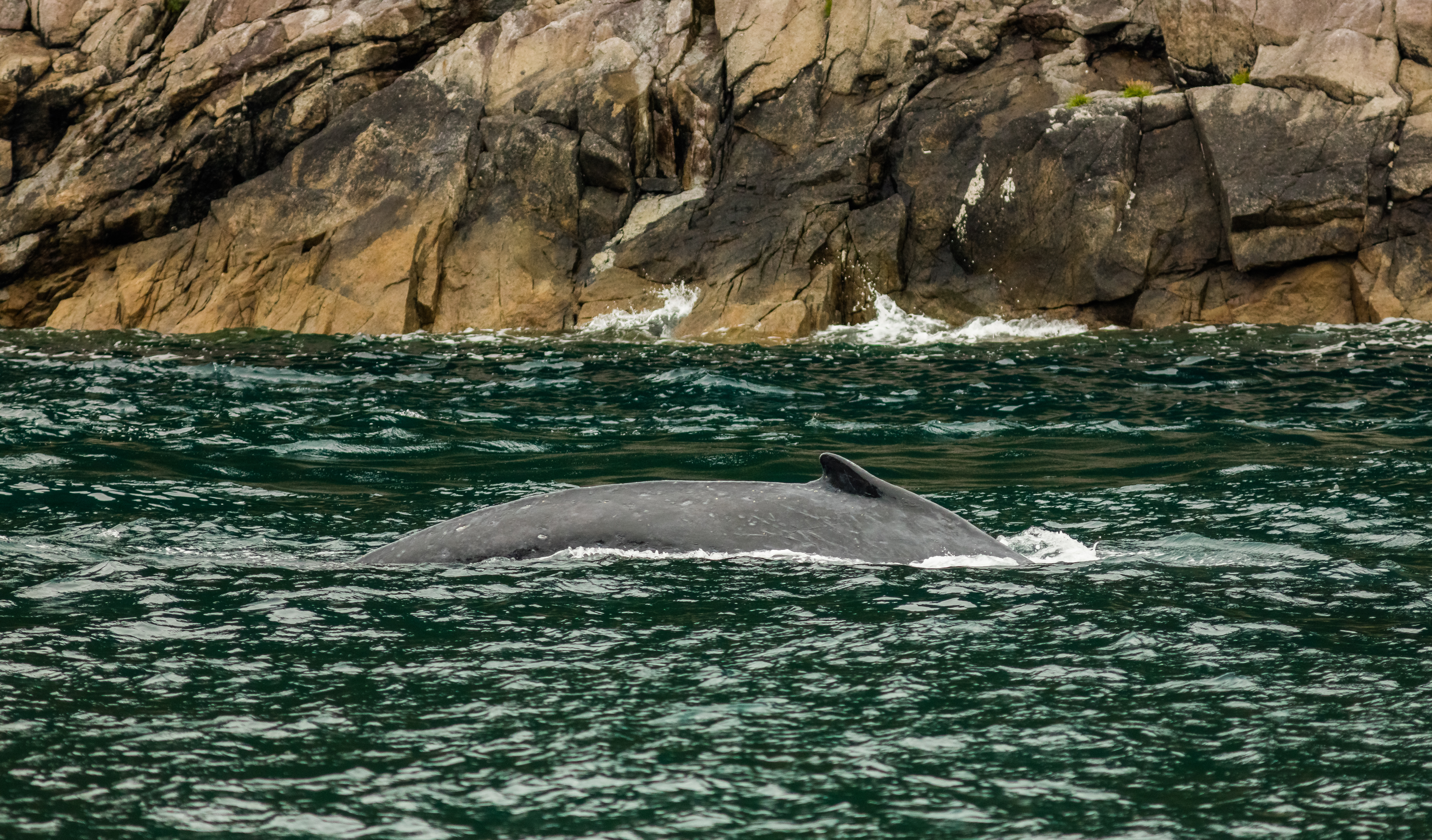
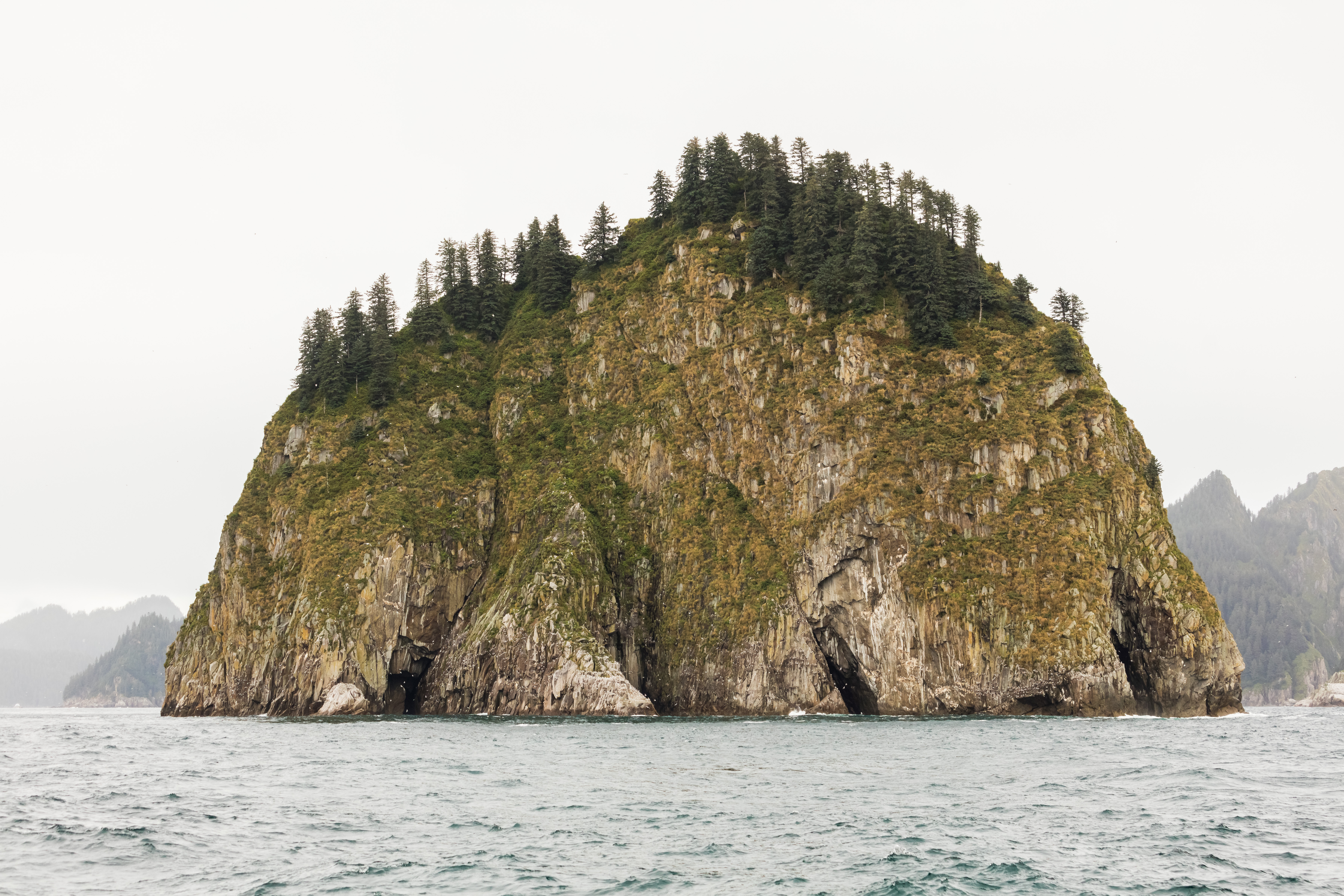
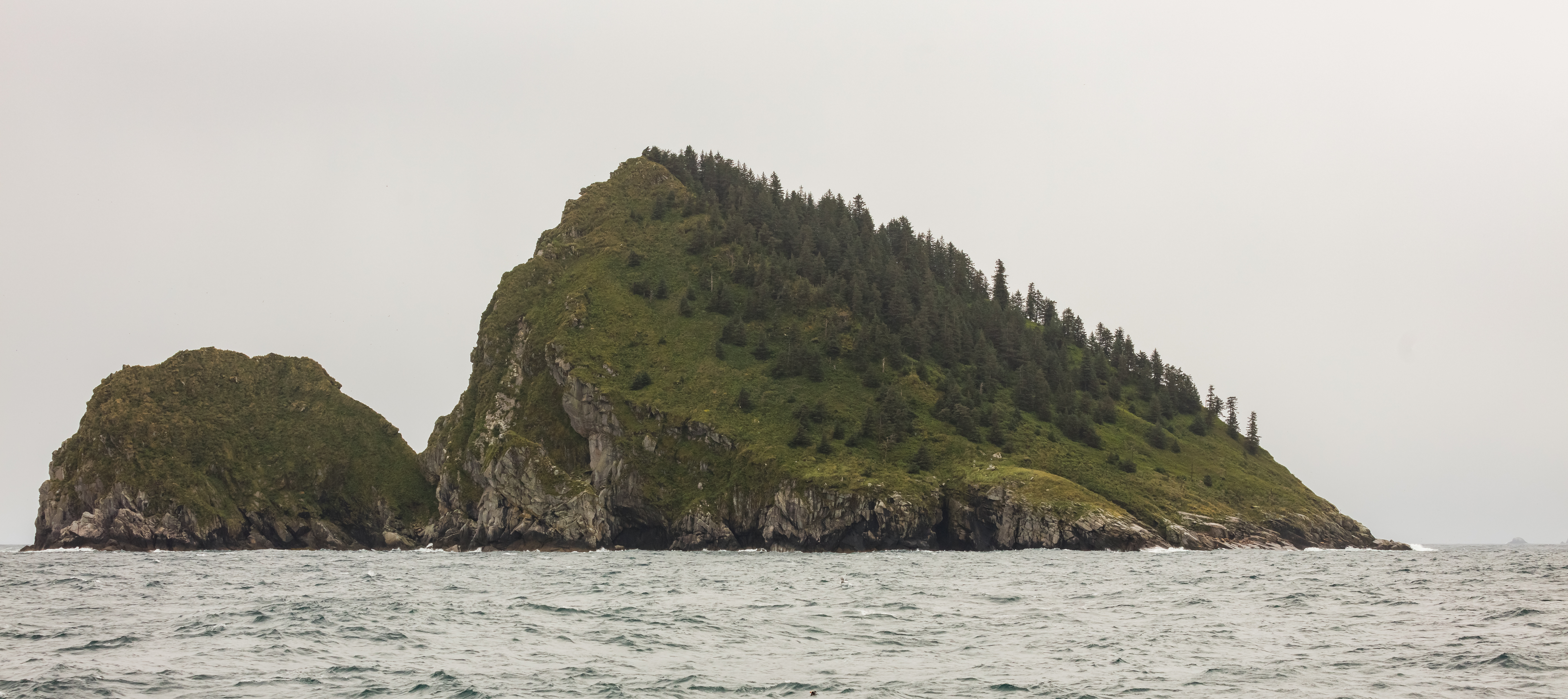
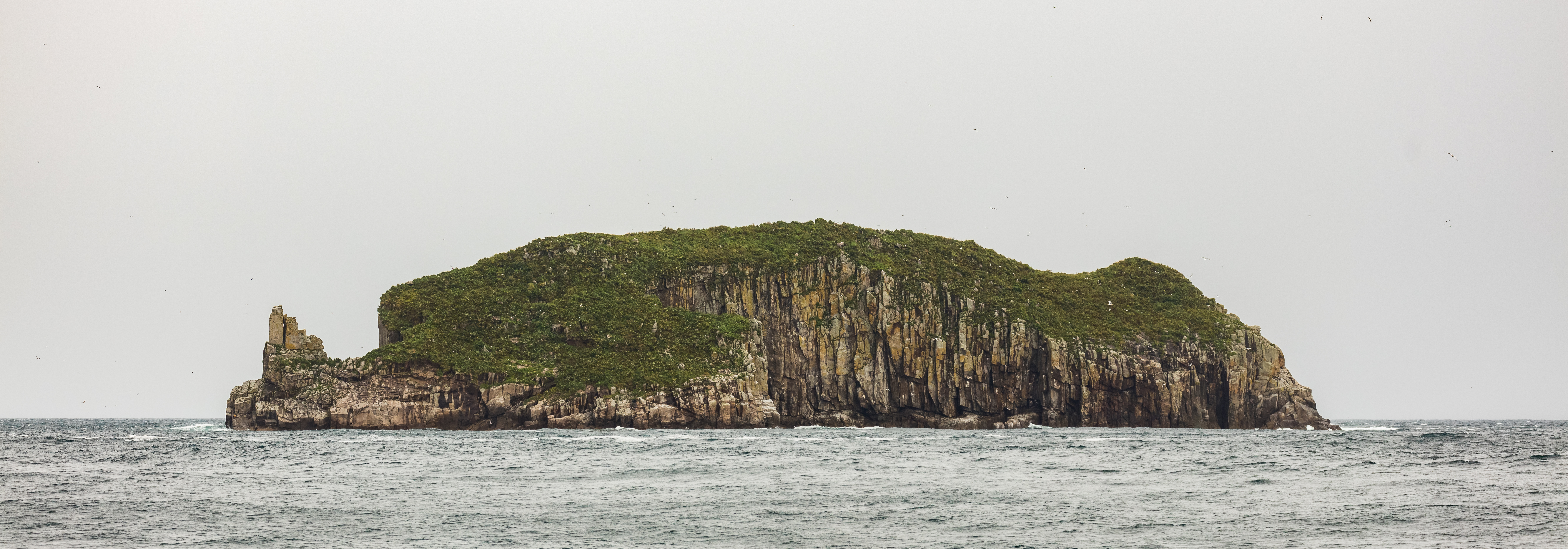
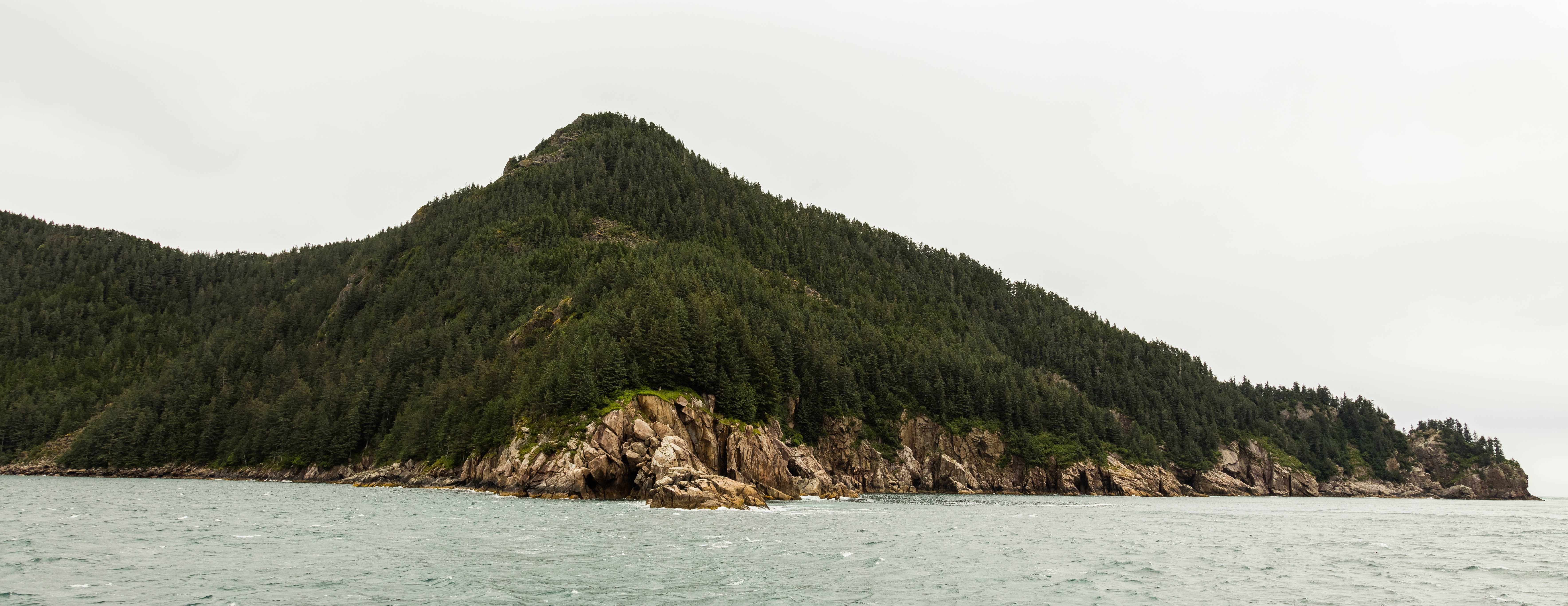
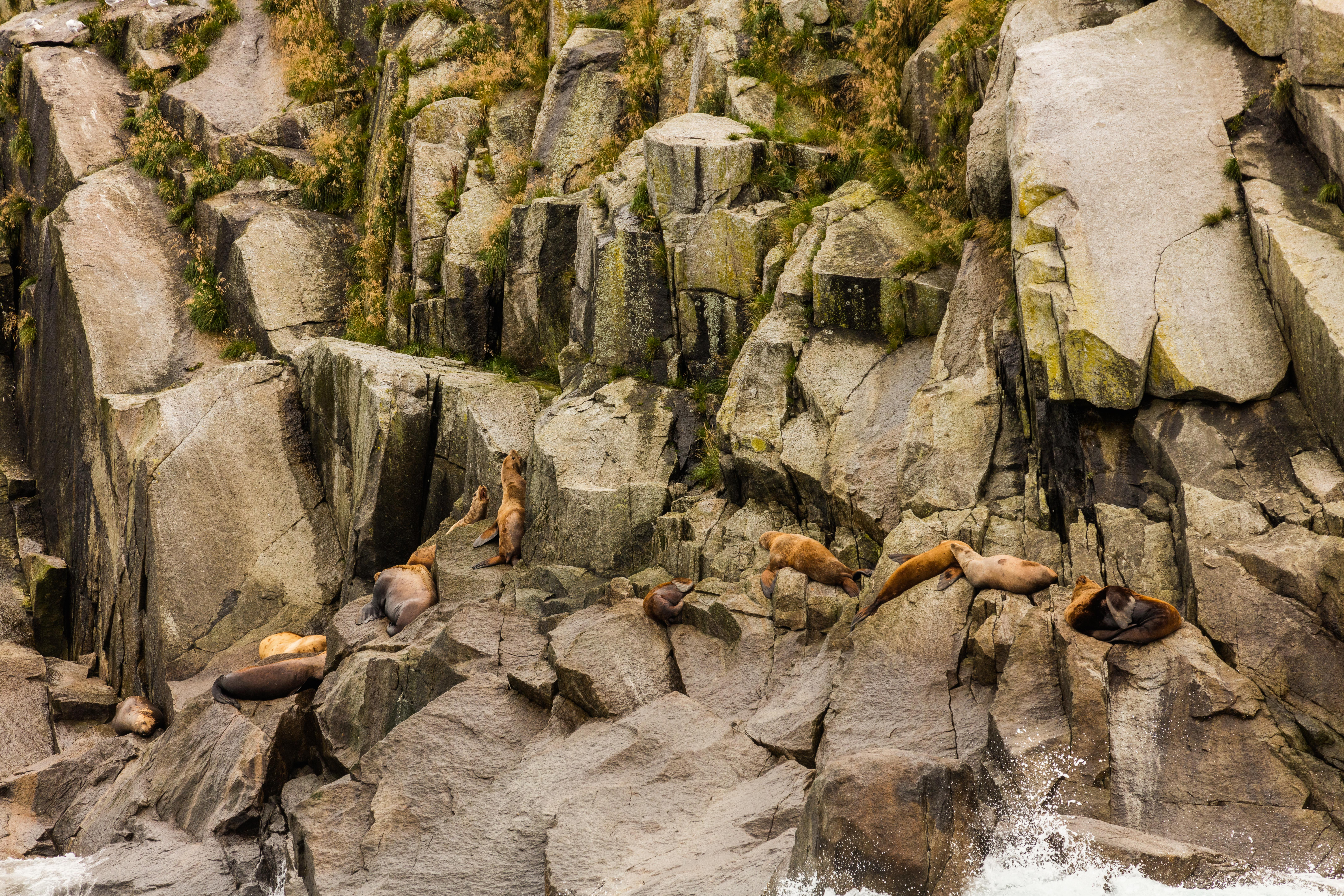
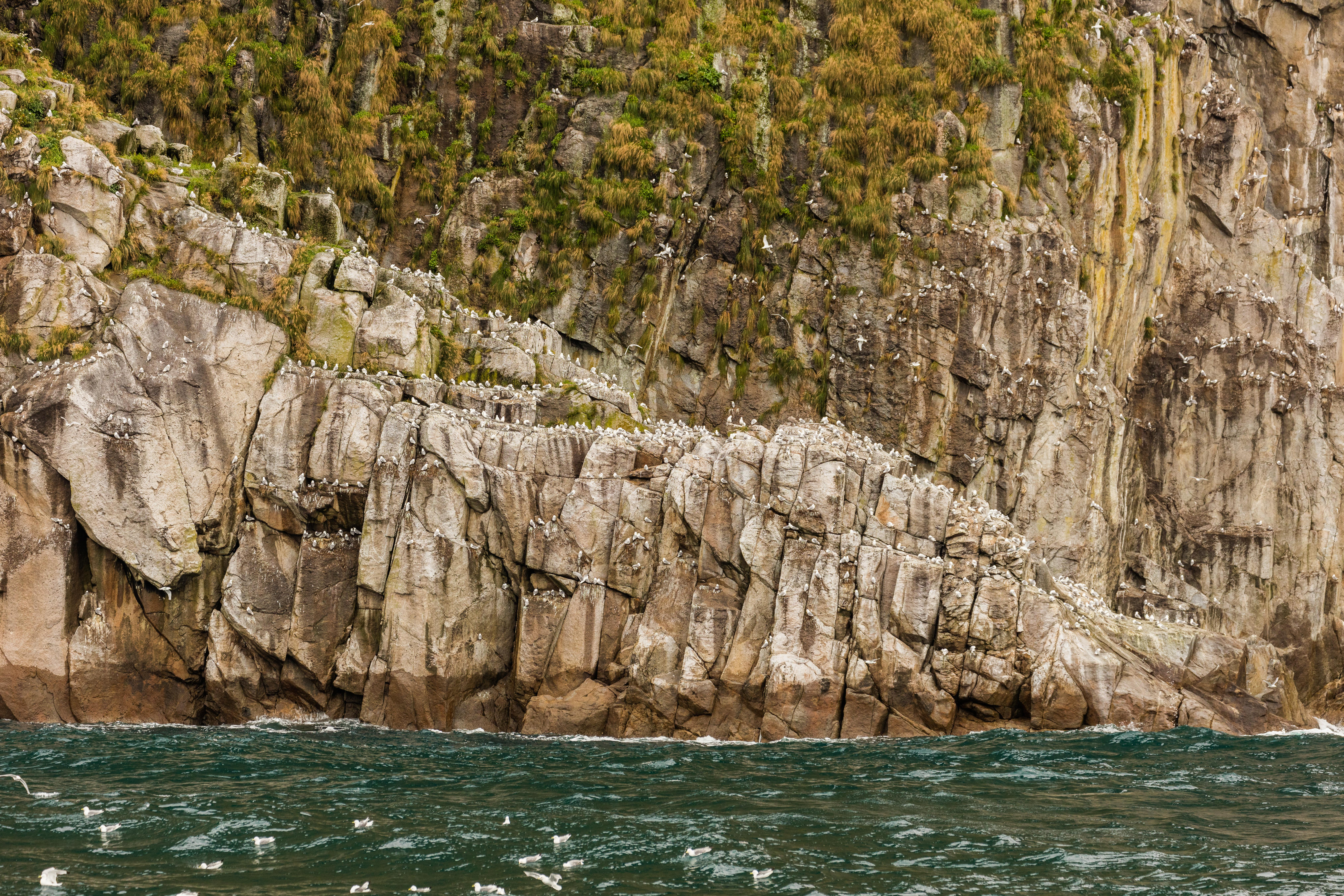
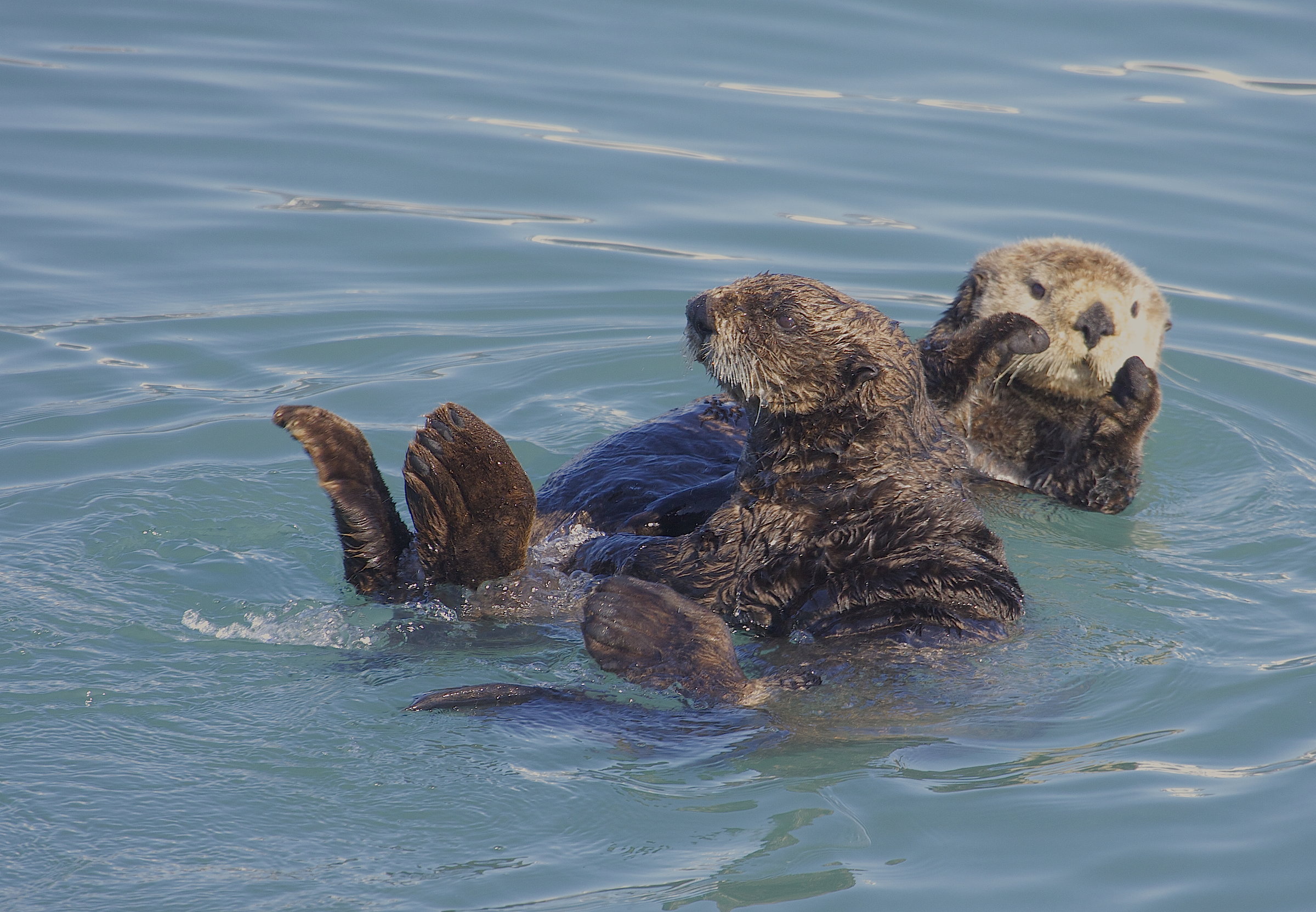